# 胡怀邦
胡怀邦（1955年9月25日—），河南鹿邑人，中华人民共和国政治人物。1981年10月加入中国共产党，1974年4月参加工作，吉林大学经济系本科、陕西财经学院金融系在职博士，享受国务院政府特殊津贴专家。曾任交通银行董事长，国家开发银行董事长。中国共产党第十七次全国代表大会代表、第十届全国人民代表大会代表，中国共产党第十八届中央委员会候补委员、中国共产党第十九次全国代表大会代表。

## 生平
胡怀邦1974年4月在河南鹿邑当地参加工作，先后担任鹿邑县马铺公社办公室干部、卫生院副院长。1978年，通过高考进入吉林大学经济系。
1982年，胡怀邦大学毕业，进入陕西财经学院物资系任教。1984年12月，升任物资系副主任。1986年12月，晋位讲师。1988年12月，破格升为副教授。1991年12月，任陕西财经学院教务处处长。1992年11月至1993年7月间，赴加拿大进修，在曼尼托巴大学和温尼伯商品交易所期货交易理论与实务。1993年9月，任陕西财经学院院长助理兼教务处处长，任硕士生导师。1994年4月，他升为教授。1994年7月，升为陕西财经学院副院长、中共陕西财经学院党委委员。
1997年3月，他调入中国金融学院，担任常务副院长、党委委员。1997年11月，升为中共中国金融学院党委常委，仍任常务副院长。1999年3月，任中国金融学院院长、党委副书记，明确为正局级干部。在中国金融学院任职期间，他自1996年9月至1999年7月在陕西财经学院金融系货币银行学攻读在职研究生，获经济学博士学位，导师为江其务，学位论文题目为《金融发展中的衍生市场研究》。
2000年，直属于中国人民银行的中国金融学院同对外经济贸易大学合并。这年6月，胡怀邦被派往四川省，任中国人民银行成都分行副行长、党委副书记。2001年6月，他出任中国人民银行西安分行行长、党委书记兼国家外汇管理局陕西省分局局长。
2003年，中国银行业监督管理委员会成立。同年7月，胡怀邦出任银监会监事会工作部主任。2005年2月，他升为银监会纪委书记和党委委员。2007年9月，他被任命为中国投资有限责任公司党委副书记、监事长、纪委书记。2008年9月他出任交通银行董事长。2013年4月任中国国家开发银行董事长。2018年9月，胡怀邦退休。

### 落马
胡怀邦退休后不久，公开新闻报道将胡怀邦同原中共甘肃省委书记王三运、华信能源董事局主席叶简明联系在一起。2018年10月11日，王三运受贿案一审当天，中国中央电视台的新闻披露了王三运接受叶简明贿赂的证据，其中两条同胡怀邦有关：王三运请时任交通银行董事长胡怀邦帮助上海华信参股海南银行；王三运请国家开发银行董事长胡怀邦帮助海南华信获得国开行48亿美元综合授信额度。这些钱由于华信的破产而无力偿还，给国资造成巨大损失。在担任国开行党委书记、董事长期间，胡怀邦对单位内部的违纪违法问题一向是高举轻放，遮丑护短，党组织建设宽松软，政治风气一直没有改善。在胡怀邦的阻挠下，国开行从未主动发现、上报、查处过一起严重违纪违法案件，反倒是国开行的干部多次被其他机关查处，胡本人也因违纪违法问题落马。
2019年7月31日，因涉嫌严重违纪违法，接受中央纪委国家监委纪律审查和监察调查。2020年1月11日，胡怀邦中共黨籍被開除，中共十九大代表资格被剝奪。2020年2月13日，最高人民检察院依法以涉嫌受贿罪对胡怀邦作出逮捕决定。2020年5月8日，胡怀邦夫人薛迎娟跳樓自杀身亡。媒体亦将国家开发银行山东分行行长、吉林分行原副行长钟小龙2019年7月17日在家中割腕自杀一事与胡怀邦腐败案联系在一起。
2021年1月7日上午，河北省承德市中级人民法院公开宣判国家开发银行原党委书记、董事长胡怀邦受贿一案，对被告人胡怀邦以受贿罪（8552万余元）判处无期徒刑，剥夺政治权利终身，并处没收个人全部财产；对胡怀邦受贿所得财物及其孳息，依法予以追缴，上缴国库。

## 家庭
胡怀邦的妻子薛迎娟退休前在银保监会医务室任职。其子胡啸东曾任职于中国建设银行、中信证券，后来任恒丰银行资产管理部副总经理，持有恒丰银行股份。恒丰银行董事长蔡国华被查后，胡啸东离开恒丰银行，并清仓了股份。胡怀邦在国家开发银行任职时，曾通过妻儿收取贿赂。据称，薛迎娟曾在美容院扬言“我家的钱，几辈子都用不完了”。胡怀邦被查后，妻儿也被带走调查。不过，薛迎娟、胡啸东分别于2019年11月和2020年1月获准返家。胡怀邦被批准逮捕后，薛迎娟于2020年5月8日在北京康乐里小区跳楼自杀身亡。